# You Were on My Mind
You Were on My Mind is een lied geschreven door de Canadese zangeres Sylvia Fricker in 1961 en met name bekend in de uitvoeringen van We Five en Crispian St. Peters.

## Achtergrond
Fricker schreef het nummer terwijl ze in bad zat in Hotel Earle in Manhattan. Het was het eerste nummer dat ze schreef.  
De originele uitvoering van het nummer was door Fricker en haar toekomstige echtgenoot Ian Tyson onder de artiestennaam Ian & Sylvia. "You Were on My Mind" werd opgenomen in 1963 voor hun album Northern Journey dat een jaar later uit zou komen.
Het bereikte nummer 33 in de Canadese hitlijst. Een nieuwe opname van Ian & Sylvia uit 1972 bereikte de vierde plek in de Canadeze easy-listening lijst. Buiten Canada werd het geen hit.

## Coverversies
In 1965 werd het nummer opgenomen in een uptempo versie door het Californische popkwintet We Five. Dit werd wel een internationale hit. Het bereikte nummer 3 in de Billboard Hot 100 en stond vijf weken lang bovenaan de Billboard easy listening-hitlijst. In Canada bereikte deze versie nummer 4. 
In het Verenigd Koninkrijk nam de Britse zanger Crispian St. Peters het nummer eind 1965 op en scoorde er in 1966 een Britse nummer 2-hit mee. Een jaar later bereikte zijn versie ook de Amerikaanse en Canadese hitlijst.

## NPO Radio 2 Top 2000
| Nummer met noteringen in de NPO Radio 2 Top 2000 | '99  | '00  | '01  | '02  | '03  | '04  |
| ------------------------------------------------ | ---- | ---- | ---- | ---- | ---- | ---- |
| You Were on My Mind (Crispian St. Peters)        | 1460 | 1647 | 1782 | 1707 | 1911 | 1938 |

1. ↑  Een vetgedrukt getal geeft de hoogste notering aan.
2. ↑  Deze tabel is bijgewerkt tot en met de laatste editie (2024).